# Smulsko
Smulsko – wieś w Polsce położona w województwie wielkopolskim, w powiecie tureckim, w gminie Przykona.
W latach 1975–1998 miejscowość administracyjnie należała do województwa konińskiego.

## Historia
Smulsko wymienione zostało pośród innych polskich miejscowości w roku 1136 w tzw. Bulli gnieźnieńskiej jednym z najcenniejszych zabytków polskiej historiografii. W okolicach miejscowości, wśród łąk, znajduje się wczesnośredniowieczne grodzisko pierścieniowate, nazywane potocznie Smulską Górką. Obwód grodziska mierzony na szczycie wynosi około 250 metrów, a zachowana wysokość – 6 metrów.